# Jerry Bright
Jerry Bright (* 21. Juli 1947) ist ein ehemaliger US-amerikanischer Sprinter.
Bei den Panamerikanischen Spielen 1967 in Winnipeg gewann er Gold in der 4-mal-100-Meter-Staffel, Silber über 200 m und wurde Vierter über 100 m.

## Persönliche Bestzeiten
- 100 Yards: 9,4 s, 6. April 1968, Tempe
- 100 m: 10,1 s, 27. Mai 1967, Modesto
- 200 m: 20,1 s, 12. September 1968, South Lake Tahoe